# Чжуннин
Чжунни́н (кит. упр. 中宁, пиньинь Zhōngníng) — уезд городского округа Чжунвэй Нинся-Хуэйского автономного района (КНР). Уезд так назван потому, что он был выделен из уезда Чжунвэй, а его власти разместились в крепости Нинъаньбао (宁安堡).

## История
Когда царство Цинь завоевало все остальные царства, создав первую в истории Китая централизованную империю, эти земли вошли в состав округа Бэйди (北地郡). При империи Западная Хань они вошли в состав округа Аньдин (安定郡). Во II веке эти места были захвачены гуннами, и надолго перешли под власть кочевников.
После того, как при империи Северная Вэй китайские войска вновь завоевали эти места, они вошли в состав округа Минша (鸣沙郡) области Линчжоу (灵州). При империи Северная Чжоу они оказались в составе области Хуэйчжоу (会州). При империи Суй здесь был создан уезд Минша (鸣沙县). В XI веке эти земли вошли в состав тангутского государства Си Ся. После того, как государство тангутов в XIII веке было уничтожено монголами, эти земли вошли в состав области Инли (应理州).
При империи Мин в 1376 году был учреждён Нинсяский гарнизон (宁夏卫), а в 1403 году в этих местах был учреждён Нинсяский центральный гарнизон (宁夏中卫). При империи Цин военно-административные структуры района Великой стены были преобразованы в гражданские, и в 1724 году Нинсяский центральный гарнизон был преобразован в уезд Чжунвэй (中卫县) Нинсяской управы (宁夏府) провинции Ганьсу.
В 1929 году была создана провинция Нинся, и уезд Чжунвэй вошёл в её состав. В 1933 году восточная часть уезда Чжунвэй была выделена в отдельный уезд Чжуннин (中宁县).
Осенью 1954 года провинция Нинся была присоединена к провинции Ганьсу, и уезд вошёл в состав Специального района Иньчуань (银川专区). В 1958 году был образован Нинся-Хуэйский автономный район, и уезд вошёл в его состав, перейдя в непосредственное подчинение властям автономного района. В 1972 году в составе Нинся-Хуэйского автономного района был создан Округ Иньнань (银南地区), и уезд вошёл в его состав.
В 1998 году округ Иньнань был преобразован в городской округ Учжун.
Постановлением Госсовета КНР от 31 декабря 2003 года из уездов Чжунвэй, Чжуннин и Хайюань был образован городской округ Чжунвэй; уезд Чжунвэй был при этом преобразован в район Шапотоу.

## Административное деление
Уезд делится на 6 посёлков и 5 волостей.

## Экономика
Чжуннин является крупным центром выращивания и переработки ягод годжи. По состоянию на конец 2024 года местная индустрия годжи имела оборот в 12,6 млрд юаней (1,75 млрд долларов США), а стоимость бренда «чжуннинские годжи» превысила 20,5 млрд юаней (2,86 млрд долларов США). Из ягод в уезде производят препараты традиционной китайской медицины, пищевые добавки, косметику, сладости и напитки.